# Bufo
A  Bufo a kétéltűek (Amphibia) osztályába és  a békák (Anura) rendjébe és a varangyfélék (Bufonidae) családjába tartozó nem.

## Rendszerezés
A nembe az alábbi fajok tartoznak:
- Bufo ailaoanus
- Bufo arabicus
- Bufo aspinius
- Bufo bankorensis
- Barna varangy (Bufo bufo)
- Bufo cryptotympanicus
- Bufo eichwaldi
- Bufo gargarizans
- Japán varangy (Bufo japonicus)
- Bufo kabischi
- Bufo luchunnicus
- Bufo menglianus
- Bufo minshanicus
- Bufo pageoti
- Bufo pentoni
- Bufo spinosus
- Bufo stejnegeri
- Bufo taxkorensis
- Bufo tibetanus
- Bufo tihamicus
- Bufo torrenticola
- Bufo tuberculatus
- Bufo tuberospinius
- Bufo verrucosissimus
- Bufo wolongensis